# Залін Лев Борисович
Залін Лев Борисович (справжнє ім'я Залман Маркович Леві або Зельман Маркович Левін; 1897 , Сморгонь, Віленська губернія  — 22 січня 1940 , Москва ) — високопоставлений співробітник радянських спецслужб ЧК-ОГПУ-НКВС. Комісар державної безпеки 2-го рангу (26.11.1935).

## Біографія
Народився в Сморгоні Віленської губернії в сім'ї єврейського прикажчика. Закінчив міське училище і приватну гімназію у Вільно. Член партії Поалей-Ціон 02.1918-08.1918. Працював учителем в Курську.
У 1918 р. переїхав до Москви, поступив до партії більшовиків і до ВЧК: це гарантувало пайок і підвищувало соціальний статус. З серпня по листопад 1918 р. був інструктором юридичного відділу Бауманского районного виконавчого комітету Москви.
Був направлений в Литву. В кінці 1918 р. — початку 1919 р. — організатор партизанських загонів у Литві, голова Ковенського підпільного комітету РКП(б), редактор газети, там заарештований німецькою владою, але відпущений (за іншими даними — обміняний).
В 1919 р. Залін очолив ЧК в Паневежисі (Литва), «відзначився» захопленням заручників: з наближенням добровольців фон дер Гольця в липні 1919 р. майже всі вони були страчені (за різними даними — від 500 до 1 тис.чол.).

## Радянсько-польська війна
З серпня 1919 р. в Червоній Армії — начальник інтернаціонального відділення політичного відділу 16-ї армії. Учасник окупації Мінська (БНР) і походу на Варшаву. Працював в особливих відділах (заступник начальника ОВ 16-ї армії, заступник і виконувач обов'язків Начальника ОВ 3-ї армії). Восени 1920 р. недовго (близько місяця) — начальник Іноземного відділення ОВ ВЧК.

## В органах ВЧК-ОГПУ-НКВД
- З січня 1921 в Економічному управлінні ВЧК.
- З квітня 1921 по липень 1922 в ІНО ВЧК-ГПУ — помічник начальника, начальник інформаційної частини ІНО ВЧК-ГПУ. Одночасно працював в Особливому відділі (начальник 11-го спецвідділення в січні — травні 1922 р.).
- З липня по грудень 1923 р. — на нелегальній роботі в Німеччині.
- У 1924—1927 — помічник начальника Особливого відділу ОДПУ при РНК СРСР.
- У 1927—1929 — начальник Секретно-оперативного управління «повпредства», за сумісництвом заступник повноважного представника ОДПУ по Білоруському військовому округу та заступник голови ГПУ Білоруської РСР.
- З березня 1929 р. по вересень 1930 р. — повноважний представник ОДПУ по Західній області.
- З вересня 1930 р. по серпень 1931 р. — заступник начальника Особливого відділу ОДПУ СРСР.
- З серпня 1931 р. по липень 1934 р. — заступник Повноважного представника ОДПУ по Середній Азії.
- З липня по листопад 1934 р. — 1-й заступник начальника Управління НКВС по Середній Азії.
- З листопада 1934 р. по січень 1935 р. — нарком внутрішніх справ Узбецької РСР і одночасно начальник Особливого відділу ГУГБ НКВС Середньоазіатського військового округу.
- З січня 1935 р. по січень 1937 р. — начальник Управління НКВС Казахської АРСР.
- З січня 1937 р. по січень 1938 р. — нарком внутрішніх справ Казахської РСР.
- З березня по червень 1938 р. — начальник 9 відділу 1-го Управління НКВС СРСР (чекістське спостереження за торгівлею, заготовками і сільським господарством).

## Арешт і розстріл
У червні 1938 звільнений з НКВС і виключений з членів КПРС. 7 червня заарештований за звинуваченням в «участі у змові НКВС, шпигунстві і підготовці терактів». 21 січня 1940 р. Військова колегія Верховного Суду СРСР винесла Заліну смертний вирок. Розстріляний 22 січня 1940. Не реабілітований.